# Kefersteinia hirtzii
Kefersteinia hirtzii är en orkidéart som beskrevs av Dodson. Kefersteinia hirtzii ingår i släktet Kefersteinia och familjen orkidéer. Inga underarter finns listade i Catalogue of Life.